# Filmy pro nevidomé

## Související pojmy
Filmy s komentářem pro nevidomé nebo těžce zrakově postižené, Audio Description, audio popis filmů, titulky filmů pro nevidomé, kino pro nevidomé, komentované kino, televize pro nevidomé, audio popis divadelních představení.

## Co je to audio popis
Audio popis umožňuje těžce zrakově postiženým lépe pochopit děj filmu, zejména jeho vizuální složku, která není vyjádřena zvukem, případně je zvukem obtížně definovatelná.

## Standardy audio popisu
Tvorba audio popisu se řídí řadou pravidel, z nichž nejdůležitější je objektivní popis děje, nikoliv jeho interpretace komentátorem a odborné zpracování komentáře, respektující specifika psychologie vnímání a myšlení těžce zrakově postižených. Pro tvorbu audio popisu je nejdůležitější kvalitní příprava tvůrce komentáře. Kurzy Tvorby audio popisu, akreditované Ministerstvem školství pod Č.j.: 2 174/2010-24/52 pořádá Občanské sdružení Apogeum.

## Historie audio popisu
V roce 1981 ve Washingtonu DC, Margaret a Cody Pfanstiehlovi realizovali první divadelní představení s audio popisem, v divadle Arena Stage. Po necelých deseti letech pronikl audio popis v USA do padesáti divadel. V Evropě se tak stalo poprvé v polovině 80. let, v divadle Robina Hooda v Averhamu ve Velké Británii. První velké divadlo, které se na audio popisy specializovalo, bylo Theatre Royal ve Windsoru od roku 1988. První pořad s audio popisem odvysílala Japonská komerční televize NTV v roce 1983.

## Historie audio popisu v Česku
Již ve třicátých letech dvacátého století byl v ČSR údajně učiněn pokus o zpracování filmu s komentářem pro nevidomé. Nebyl však dokončen a dílo se nedochovalo. zdroj PhDr. Josef Smýkal
Moderní éru audio popisu zahájil v září 2001 PaedDr. Michal Kuchař, zpracováním pohádky Princezna se zlatou hvězdou. V témže roce vzniklo Občanské sdružení Apogeum, které zahájilo produkci filmů určených k bezplatné výpůjčce, šířené prostřednictvím Knihovny a tiskárny pro nevidomé K. E. Macana.  
V roce 2003 zpracovalo sdružení první film na DVD a v červnu 2004 první komerční DVD Mazaný Filip. První, živě komentované filmové představení se uskutečnilo v dubnu 2002 jako klubová projekce Sjednocené organizace nevidomých a slabozrakých. Audio popis divadelních představení včetně zajištění možnosti výpůjčky jejich nahrávek provádí od roku 2006 pan Pavel Musil.

## Současnost
Nejvýznamnějším producentem filmů s audio popisem je Občanské sdružení Apogeum, které do konce roku 2009 zpracovalo, nebo se podílelo na tvorbě 129 titulů s audio popisem, včetně 7 seriálů. Největším komerčním výrobcem audio popisu n ČR je Avisse s.r.o.

## Autorský zákon č. 121/2000 Sb.
(autorský zákon ve smyslu pozdějších změn z roku 2006)
§ 38 Licence pro zdravotně postižené
(1) Do práva autorského nezasahuje ten, kdo
a) výhradně pro potřeby zdravotně postižených, v rozsahu odpovídajícím jejich zdravotnímu postižení a nikoliv za účelem přímého nebo nepřímého hospodářského nebo obchodního prospěchu zhotoví nebo dá zhotovit rozmnoženinu vydaného díla; takto zhotovená rozmnoženina díla jím může být také rozšiřována a sdělována, pokud se tak neděje za účelem přímého nebo nepřímého hospodářského nebo obchodního prospěchu,
b) výhradně pro potřeby zrakově postižených a nikoliv za účelem přímého nebo nepřímého hospodářského nebo obchodního prospěchu opatří zvukovou složku zvukově obrazového záznamu audiovizuálního díla slovním vyjádřením obrazové složky; takto doplněná zvuková složka zvukově obrazového záznamu audiovizuálního díla jím může být také rozmnožována, rozšiřována a sdělována, neděje-li se tak za účelem přímého nebo nepřímého hospodářského nebo obchodního prospěchu.
(2) Do práva autorského nezasahuje také osoba uvedená v § 37 odst. 1, půjčuje-li originály či rozmnoženiny vydaných děl pro potřeby zdravotně postižených v souvislosti s jejich postižením.
3) Ustanovení § 30 odst. 5 se použije přiměřeně.
Audio popis filmů včetně obrazové složky je možný pouze se souhlasem držitele autorských práv.

## Kdo podporuje tvorbu audio popisu
Nejvíce na tvorbu filmů opatřených komentářem přispívají Ministerstvo kultury a Nadační fond Českého rozhlasu z výtěžku sbírky Světluška. 

## Tvorba audiopopisu
Tvorba audiopopisu se skládá z těchto kroků:
- výběr díla

- tvorba komentáře

- recenze komentáře nevidomým recenzentem

- výběr komentátora - herce

- natočení komentáře ve studiu, včetně režie

- kompletní zvuková editace - vyčištění záznamu komentáře, úprava jeho hlasitosti případně barvy (ekvalizace), střih a synchronizace komentáře s obrazem a filmovým zvukem, smíchání komentáře se zvukovou stopou filmu, finalizace a export nově vytvořeného filmového zvuku do požadovaného audio formátu, konverze do jiných formátů

- recenze kompletního díla nevidomým recenzentem

- výroba masteru

## Zahraniční praxe
Doba nutná k výrobě audio popisu 90minutového filmu: 5-6 pracovních dnů, cena 5 000 až 7 000 EUR.